# Стшелецкий, Феликс

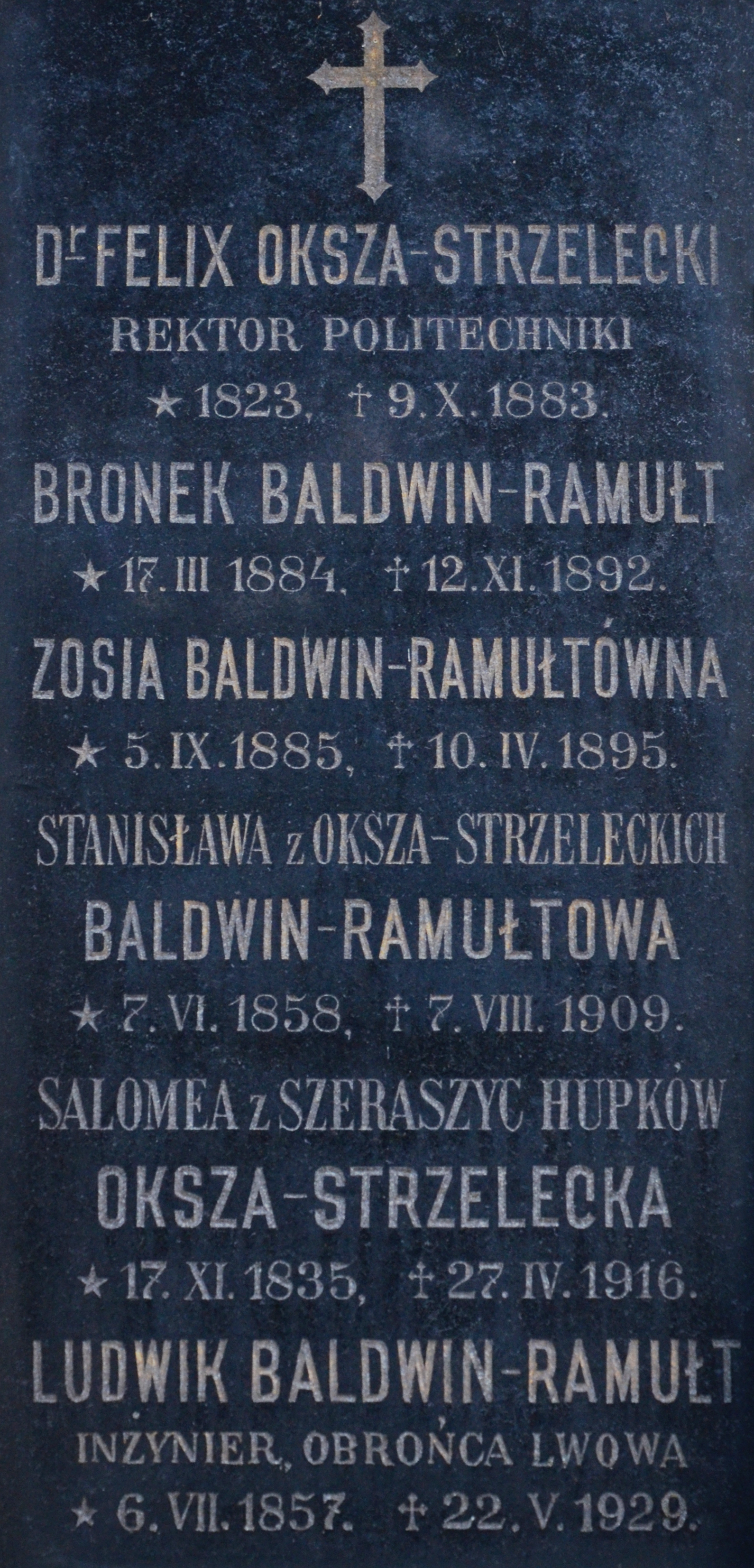
Надгробная плита на могиле Ф. Стшелецкого

Феликс Юзеф Стшелецкий (пол. Feliks Józef Strzelecki; 1 июня 1823, Голешов — 9 октября 1883, Львов, Австро-Венгрия) — польский учёный-физик, педагог, профессор Львовской Технической Академии. Ректор Львовской Технической Академии (ныне Национальный университет «Львовская политехника») (1872—1874). Доктор философии.

## Биография
Шляхтич герба Окша. В 1842 году окончил гимназию в Тарнуве.
В 1842—1848 годах изучал право, физику и математику в университетах Вены и Львова.
В 1849 году получил степень доктора наук.
В 1849—1855 годах работал преподавателем второй Львовской гимназии.
С 1856 года — профессор Львовской Технической Академии (ныне Национальный университет «Львовская политехника»). Действительный член Галицкого хозяйственного общества, член-корреспондент Научного общества в Кракове и Общества точных наук в Париже. Действительный член краковской Академии знаний.
С 1872 по 1874 годы — ректор Львовской Технической Академии (ныне Национальный университет «Львовская политехника»).
Умер в 1883 году. Похоронен во Львове на Лычаковском кладбище в одной могиле с архитектором Л. Балдвин-Рамултом.